# Ray (プロレスラー)
Ray（レイ、生年月日非公表 - 2018年8月30日）は、日本の女子プロレスラー。
我闘姑娘生え抜き第1号だったが2007年3月18日の息吹興行でエスオベーションへの移籍を発表して同時にリングネームを「零」から改名。2011年3月よりアイスリボン所属。2012年5月より再びフリー。

## 所属
- 我闘姑娘（2003年 - 2007年）
- エスオベーション（2007年 - 2010年）
- フリーランス（2011年 - 2011年3月25日）
- アイスリボン（2011年3月26日 - 2012年5月14日）
- フリーランス（2012年5月15日 - ）

## 経歴
2003年
- 9月15日、東京・後楽園ホールにおいて、対さくらえみ戦でデビュー。

2005年
- 6月4日、東京・板橋グリーンホール大会において、流華とのタッグ、「DAYBREAK」を結成。9月14日流華が急死したためタッグとしては解消したが、暫くは一人でDAYBREAKを名乗った。

2006年
- 9月12日、東京・新木場1stRING（未来メモリアル）において、江本敦子と組んで、栗原あゆみ、木村響子と対戦。木村のクロスフェース・オブ・MIRAIでギブアップ負け。
- 9月24日、東京・新木場1stRINGにおいて、希月あおいと対戦。勝利。同大会、高橋李佳、春日萌花と組んで、さくらえみ、石井美紀、希月あおい組と対戦。希月のクロスアーム式原爆固めで敗れる。

2007年
- 3月18日、エスオベーションへ移籍、リングネームも「Ray」と改める。移籍初戦は新木場1stRINGでの息吹第13回大会にてチェリーと組んで渋谷シュウ&栗原あゆみ組と対戦。

2008年
- 4月16日、プロレスリングWAVE初参戦。桜花由美と組み、華名&渋谷シュウ組と対戦。
- 9月15日、WAVE新木場大会でかつての同僚春日萌花と2年ぶりのシングル。勝利を飾る。

2009年
- 5月5日、NEO後楽園ホール大会において、かつての同僚夏樹☆たいようと初代NEO認定ハイスピード王座を争うが、敗退。
- 9月23日、「パッション・レッド」に加入。

2010年
- 3月19日、パッション・レッド興行にて師匠・さくらえみとのシングルで敗れ、これを最後に休業。

2011年
- 2月5日、スーパーFMWで復帰。浜田文子と組み、ヘイリー・ヘイトレッド&木村響子組と対戦。ヘイトレッドのライガーボムを受けてエビ固めに屈する。
- 翌6日の「ゆずポン祭2」では元同僚中川ともかと対戦し、時間切れ引き分けを演じる。
- 2月23日、初参戦となるアイスリボンで、我闘姑娘時代の後輩であるみなみ飛香と対戦。
- 3月26日、さくらえみとの師弟タッグでマッスルビーナス（志田光&藤本つかさ）の持つインターナショナル・リボンタッグ王座に挑戦。藤本からフォールを奪い自身初タイトルを奪取。試合後、アイスリボン入団を直訴し、了承された。
- 5月8日、復帰後初となるJWP参戦。シングルトーナメント「J-1グランプリ」に負傷欠場となった米山香織に代わってエントリーし、1回戦でハイスピード選手権も兼ねてLeonと対戦するが、キャプチュードバスターからの片エビ固めで敗れる。
- 6月4日、REINA 5新木場大会REINA初参戦。上林愛貴とタッグを組み、豊田真奈美&セウシスと対戦。スーパーラナでセウシスからピンフォール。
- 7月15日、後楽園ホールでのSMASH.19でSMASH初参戦。ウルティモ・ドラゴン&カズ・ハヤシと組み、大原はじめ&Gamma&紫雷イオと6人タッグで対戦。大原にマスクを剥がされ反則勝ち。
- 8月21日、後楽園大会でMentalloと組み、都宮ちい・佐々木貴組とハードコアリボンで対戦。勝利。
- 9月10日、東部フレンドホールでのREINA 12にてセウシスと初代CMLL-REINAインターナショナルジュニア王座決定戦を戦い、王座戴冠。自身初のシングルタイトルとなる。
- 9月28日、メキシコ遠征でCMLL初参戦。ルチャリブレの聖地アレナ・メヒコでマルセラ、ダリス・ラ・カリベーニャと組み、アマポラ、プリンセサ・ブランカ、下田美馬と対戦。2-1で勝利。
- 10月18日、CMLLでREINA旗揚げ時にレギュラー参戦していたシルエタ相手に初防衛戦を行うが、敗れて防衛失敗。

2012年
- Leonと組んで、「JWPタッグリーグ・ザ・ベスト2012」に参戦。
- 4月17日-18日、初のアメリカ遠征としてSHIMMERに参戦。Leonとのタッグで18日昼に浜田文子&栗原あゆみが持つSHIMMERタッグ王座に挑戦も敗れる。
- 5月14日、この日を以ってアイスリボンを退団。再びフリーランスとして活動するが、さくらえみがタイで興した我闘雲舞への参戦にも含みを持ったコメントを発している。
- 6月17日、アイスリボン退団後初の試合として真・下町プロレス信州プロレスアリーナ大会で井上京子と対戦。
- 9月9日、JWP東京キネマ倶楽部大会にてLeonとのタッグでコマンド・ボリショイ&中島安里紗組が持つJWP2冠タッグに挑むが敗退。以降はJWP及びREINAを中心に参戦。
- 9月15日、翌年のデビュー10周年を記念した自主興行を後楽園ホールで開催すると宣言した。
- 12月2日、初の自主興行を新木場1stRINGで開催。自身はメインでティグレ・ブランコと組み、ウルティモ・ドラゴン&noki-A組と対戦するもフォールされる。

2013年
- 4月21日、2度目の自主興行「Ray生誕10周年後楽園 ホール大会への道〜Andalusite〜」を新木場1stRINGで開催。TAJIRIと組み グラン浜田 &Leon組と対戦。バックラッシュからのエビ固めでLeonからフォール勝ち。
- 6月30日、REINAラゾーナ川崎大会にてマルセラの持つCMLL世界女子王座に挑戦するも1-2で敗れる。
- 7月13日、「Ray自主興行〜2013プロレス夏祭り in 春日部〜」を春日部ふれあいキューブで開催。
- 12月22日、REINA新木場1stRINGにてLeonと組み亜利弥'＆雫有希の持つREINA世界タッグ王座に挑戦。Leonがマッド・スプラッシュからの片エビ固めで雫有希からフォール勝ち。第11代王者組となる。

2014年
- 1月19日、「RR新春・プロレス祭り〜覆面増殖大作戦〜produced by Ray」を新木場1stRingで開催。デスタッパ？エンマスカラ？敗者罰ゲームマッチでLeonと組み里村明衣子＆ラ・コマンダンテ組と対戦。ウラカン・ラナでラ・コマンダンテからフォール勝ち。
- 1月25日、フィリピン・マニラで開催された初のプロレス興行、「REINA女子プロレス JOSHI+JAM Manila」に参戦。Leonとのタッグで亜利弥＆レディ・ローリー組と対戦。
- 3月16日、「Eightstar〜覆面増殖大作戦〜其の二」を新木場1stringで開催。Leon＆コマンド ボリショイと組みダンプ松本＆ナッシー(ラ・コマンダンテ)&ZEUS組と対戦。
- 3月27日、REINA世界タッグ王座を返上[1]
- 4月12日-13日、2度目のアメリカ遠征SHIMMERに参戦。
- 4月27日、REINA世界タッグ新王者決定トーナメントに乱丸と組み出場も1回戦でLeon＆フェアリー日本橋組に敗退。（真琴＆小林香萌組が優勝し12代王者組に）
- 5月12日、「Rayプロデュース興行・スピンオフ『覆面女子』」を新木場1stringで開催。全選手マスクを被りマスクマンとしての名前で出場した。自身はRay Mistericoと変身し、クレイジー・サンシャイン＆マスクド A GOと組みDara＆タイガー・Leon＆マスクドTSUKKA組と対戦した。メイン終了後、6月に引退する夏樹☆たいようと3分1本勝負を行った（時間切れ引き分け）。
- 7月6日・20日・21日、That's女子プロレス参戦。
- 7月28日、センダイガールズプロレスリング仙台大会において里村明衣子とシングルで初対戦。11分56秒 デスバレーボムからの片エビ固めで敗れるも試合後のアピールにより、次回自主興行に里村がマスクを被っての参戦が決定。
- 7月30日、ASUKA PROJECT新宿FACE大会において、念願であった浜田文子とシングルで初対戦。12分26秒片エビ固めで敗れる。
- 8月30日と31日、北朝鮮・平壌で開催されたIGF「インターナショナル・プロレスリング・フェスティバルin平壌」に参戦[2]。30日：〇木村響子＆Ray（14分10秒ビッグフット→片エビ固め）里村明衣子×＆DASH・チサコ[3]31日：〇里村明衣子＆Ray（11分34秒デスバレーボム→片エビ固め）木村響子×＆DASH・チサコ[4]
- 9月25日、「Ray生誕11周年大会」として『覆面増殖大作戦第三弾』を新宿FACEで開催。試合前にはオープニング公演としてショートショー『まけるもんか！』（脚本・MARU/演出・Ray）を行った。
- 12月7日、初の大阪での自主興行『覆面増殖大作戦in大阪』を世界館で開催する。
- 12月28日、JWP後楽園ホール大会にてLeonと組みコマンド・ボリショイ&木村響子の持つJWP認定タッグ＆デイリースポーツ認定女子タッグ王座に挑戦。Leonがキャプチュードバスターからの片エビ固めでコマンド・ボリショイからフォール勝ち。第45代,第18代王者組となる。

2015年
- 1月30日、大衆プロレス松山座2015年初公演「インディペンデントシアター実験舞台　其一」に、『松山麗華』として参加
- 4月5日、JWP後楽園ホール大会にて、十文字姉妹（DASH・チサコ＆仙台幸子）を相手にJWP認定タッグ＆デイリースポーツ認定女子タッグ王座を初防衛。
- 5月31日、ボディビル、フィジーク、ビキニを始めとしたフィットネスを推進するアスリート団体一般社団法人NPCJが開催するNPCJ Blaze OPEN（「Blaze OPEN FIGURE,BIKINI,AND PHYSIQUE CHAMPIONSHIP」に出場する[5]。

2016年
- 2月17日、東京都内で緊急会見を開き、左目の視床付近に悪性の脳腫瘍があることを発表。現段階では四段階ある悪性度のうち上から二番目のグレード3の状態で、細胞が神経にかかっているため手術による摘出は不可能であるとし、2月26日に後楽園ホールで行われるFMW大会より欠場することとなった[6]。
- 5月6日、水頭症の手術を受け、同月14日退院[7]。
- 8月7日、闘病中のRayを応援する大会「FMW presents Rayエイド」が東京・板橋区立グリーンホールで開催され、トークショーに出演し、腫瘍が小さくなっていることを報告[7]。

2018年
- 8月30日14時18分、死去。翌31日にPURE-Jにより公表された。なお、本名及び没年齢は明かされていない[8][9]。
- 10月18日、ニコプロにて、追悼興行の開催を発表[10][11]。
  - 開催日・会場：11月30日・新木場1stRing
  - 実行委員：吉田万里子、コマンド・ボリショイ、GAMI
  - 協力団体：アイスリボン、PURE-J、息吹、WAVE、我闘雲舞、センダイガールズ、シードリング、マーベラス、ディアナ、超戦闘プロレスFMW、WNC

## エピソード
アイスリボンに正式所属となった後も、SMASHやJWP、REINAなど他団体に多く参戦しており、特に都宮ちいから「納得がいかない」と怒りを露にされた。これがきっかけとなり後楽園大会で都宮とハードコアリボンのミックスタッグ戦で対戦して勝利したが、程なくして都宮はアイスリボンを退団してしまった。

## 得意技
- キャンドル

コーナー最上段にリング向きに立ち、トップロープ上で側転してバックキックを放つ。
- フラッシュエンド

トップロープに乗った相手に対してセカンドロープに駆け上がって首を持ってのスタナーに移行して開脚して落ちる。高低差の大きさが効果大。
- 白鶴

コーナーにいる相手に走りこみ、サードロープに左足をかけて右足でニールキックを放つ。180度以上の開脚ができる零ならではの華麗な蹴り技。脚がピーンと伸びている様子が鶴のように美しかったことから命名された。
- バックラッシュ

手をつかない状態で側転し、相手の腰をキャッチする。そのまま空中回転を続けて着地の際に勢いよく相手をマットに叩きつける（側転からの横方向回転エビ固め）。
- ナイトカッター
- 紅天女

ムーンサルトからのダイビングニードロップ。

## 入場テーマ曲
- 「零のテーマ」（Bond 「Viva」（佐藤耕平も使用） - ビバルディの春のクラシック・クロスオーバー曲）

## タイトル歴
- 第15代インターナショナルリボンタッグ王座（パートナーはさくらえみ）
- 初代CMLL-REINAインターナショナルジュニア王座
- 第11代REINA世界タッグ王座（パートナーはLeon）
- 第45代JWP認定タッグ王座（パートナーはLeon）
- 第18代デイリースポーツ認定女子タッグ王座（パートナーはLeon）

## プロレスの試合以外での活動

### アクロバット体操教室
体を動かす楽しさを知ってもらうという目的で開催されている体操教室。Ray以外にも講師として現役レスラー、アクションマン等も参加している。

### ラジオパーソナリティ
ラヂオつくば毎週水曜日21:00〜21:30に放送されている『Rayと誠弥のVIVA!! RayYA's DREAM』で振付師の奥田誠弥とパーソナリティを務めている。

## 自主興行
| Ray生誕10周年 後楽園ホールへの道 2012年12月2日 新木場1stRING |                                              |                                   |
| 第1試合 タッグマッチ 1/15                                    |                                              |                                   |
| 下野佐和子 ○篠瀬三十七                                       | 7分10秒 バズーカエルボー→片エビ固め          | 野崎渚 黒潮二郎×                  |
| 第2試合 3WAYマッチ 1/15 2フォールカウントルール              |                                              |                                   |
| ○紫雷美央                                                    | 4分5秒 ときめきメモリアル誤爆→ダブルフォール | 旧姓・広田さくら× カラテバラモン× |
| 第3試合 タッグマッチ 1/20                                    |                                              |                                   |
| ○宮本裕向 木高イサミ                                         | 11分2秒 ファイアーサンダー→片エビ固め        | YO-HEY× 児玉ユースケ              |
| 第4試合 タッグマッチ 1/20                                    |                                              |                                   |
| ヘイリー・ヘイトレッド 真琴                                  | 時間切れ引き分け                             | 栗原あゆみ 成宮真希               |
| 第5試合 タッグマッチ 1/30                                    |                                              |                                   |
| ○ウルティモ・ドラゴン noki-A                                 | 19分54秒 モンテクリスト                      | ティグレ・ブランコ Ray×           |

| Ray生誕10周年 後楽園ホールへの道〜 Andalusite〜 2013年4月21日 新木場1stRING |                                  |                  |
| 第5試合 タッグマッチ 1/30                                                   |                                  |                  |
| TAJIRI 〇Ray                                                                | 19分25秒 バックラッシュ→エビ固め | グラン浜田 Leon× |

| Ray自主興行〜2013プロレス夏祭り in 春日部〜 2013年7月13日 春日部ふれあいキューブ |                                            |                                                 |
| 第5試合 6人タッグマッチ 1/60                                                     |                                            |                                                 |
| TAJIRI 〇Ray エル・イホ・デル・パンテーラ                                        | 24分28秒 スカイツイスタープレス→片エビ固め | コマンド・ボリショイ グラン浜田 キッドタイガー× |

| 「RR新春・プロレス祭り〜覆面増殖大作戦〜produced by Ray」 2014年1月19日 新木場1stRING |                         |                              |
| 第4試合デスタッパ？エンマスカラ？敗者罰ゲームマッチ/無制限一本勝負                    |                         |                              |
| Leon 〇Ray                                                                            | 28分46秒 ウラカン・ラナ | 里村明衣子 ラ・コマンダンテ× |

| 『 覆面増殖大作戦〜其の二〜 』 2014年3月16日 新木場1stRING |                       |                           |
| 第4試合Eightstar Take off!6人タッグマッチ 無制限1本勝負    |                       |                           |
| 〇Ray コマンド・ボリショイ Leon                            | 16分12秒 リングアウト | ダンプ松本 ナッシー ZEUS× |

| Rayプロデュース興行・スピンオフ『覆面女子』 2014年5月12日 新木場1stRING |                             |                                                       |
| 第5試合 〜オールチェンジ・ザ・マスクウーマン〜・30分1本勝負             |                             |                                                       |
| Dara 〇タイガー・Leon マスクドTSUKKA                                    | 20分0秒 4の字ジャックナイフ | Ray Misterico× クレイジー・サンシャイン マスクド A GO |
| 特別試合・3分1本勝負                                                    |                             |                                                       |
| Ray                                                                     | 3分 時間切れ引き分け        | 夏樹☆たいよう                                         |

| Ray生誕11周年大会覆面増殖大作戦〜第3弾〜 2014年9月25日 新宿FACE |                                 |                            |
| 第6試合マスカラ・エルマーナ・デル・スウェーニョ 60分1本勝負     |                                 |                            |
| 〇Ray SYU☆RI                                                    | 18分21秒 高角度後方回転エビ固め | 里村明衣子デラックス Leon× |

| 『覆面増殖大作戦 in大阪』 2014年12月7日大阪世界館    |                            |                                   |
| 第3試合・『R-YO-H』vs『松山勘十郎一座』・20分1本勝負 |                            |                                   |
| 〇Ray YO-HEY HAYATA                                  | 16分44秒 ウラカンラナ      | 松山勘十郎× 松山みゆき 松山忠之輔 |
| メインイベント・時間無制限1本勝負                    |                            |                                   |
| 〇ダンプ松本 ゼウス クワイエット・ストーム           | 17分47秒 ラリアット→体固め | Ray× ボディガー TORU              |

| 『Ray12周年記念自主興行〜戦場に咲く1輪の華〜』 2015年10月8日 新宿FACE |                                             |                        |
| メインイベント・有刺鉄線ボード6人タッグデスマッチ・時間無制限1本勝負  |                                             |                        |
| 〇中島安里紗 サブー NOSAWA論外                                        | 12分44秒 ドラゴン・スープレックス・ホールド | Ray× 大仁田厚 保坂秀樹 |